# Alesa rothschildi
Alesa rothschildi is een vlindersoort uit de familie van de prachtvlinders (Riodinidae), onderfamilie Riodininae.
Alesa rothschildi werd in 1913 beschreven door Seitz.